# Theodor Grotthuss

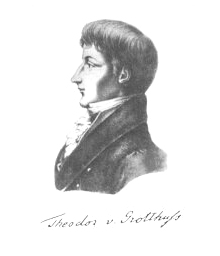
Theodor Grotthuss

Christian Johann Dietrich Theodor von Grotthuss, född den 20 januari 1785 i Leipzig, död den 14 mars 1822 i Geddutz, var en tysk friherre, kemist och fysiker. 
Han formulerade fotokemins första lag,  Grotthuss-Drapers lag.